# Fondation suisse de déminage
La Fondation suisse de déminage (FSD) è un'organizzazione non governativa svizzera specializzata nello sminamento. Dalla sua creazione nel 1997, la FSD ha operato in circa 30 paesi di quattro continenti. I suoi programmi comprendono le seguenti quattro componenti: sminamento umanitario, educazione al rischio degli ordigni esplosivi, assistenza alle vittime e distruzione e gestione degli arsenali. In 25 anni, più di 1,4 milioni di ordigni esplosivi sono stati neutralizzati dall'FSD.
Con sede a Ginevra, l'organizzazione nel 2024 impiegava più di 900 dipendenti in otto paesi. FSD è titolare del marchio ZEWO dal 2023, un marchio svizzero che certifica che le organizzazioni sono trasparenti e affidabili nei confronti dei donatori. L'organizzazione è inoltre in possesso della certificazione ISO 9000:2015.